# Álvaro García
Álvaro García Rivera (ur. 27 października 1992 w Utrera) – hiszpański piłkarz występujący na pozycji pomocnika w Rayo Vallecano.